# Tonsilla imitata
Tonsilla imitata är en spindelart som beskrevs av Wang och Yin 1992. Tonsilla imitata ingår i släktet Tonsilla och familjen mörkerspindlar. Inga underarter finns listade i Catalogue of Life.